# Geoffrey Till

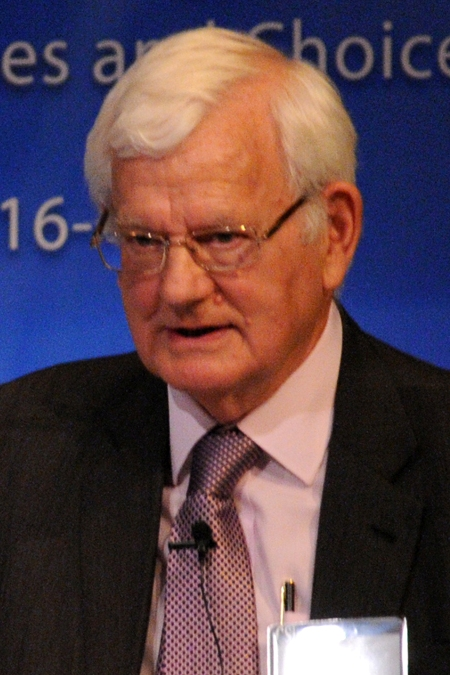
Geoffrey Till

Geoffrey Till (* 14. Januar 1945 in London) ist ein britischer Marinehistoriker. Er ist Professor in der Abteilung Defence Studies des King’s College London und Direktor des Corbett Centre for Maritime Policy Studies.

## Leben und Wirken
Till studierte am King’s College London mit dem Bachelor-Abschluss 1966, dem Master-Abschluss 1968 und der Promotion in Militärgeschichte 1976. Er war mit einem NATO Stipendium an der US Naval Postgraduate School in Monterey. Er lehrte am Britannia Royal Naval College in Dartmouth und am Department of System Science der City University London, war Gastprofessor am King’s College (Department of War Studies) und ab 1989 Professor für Geschichte am Royal Naval College in Greenwich (London) und lehrte außerdem an der Open University und war 1989 Gastprofessor an der United States Marine Corps University in Quantico (Virginia). Nach der Auflösung des Royal Naval College in Greenwich lehrte er am Joint Services Command and Staff College, wo er Dekan für Academic Studies war, und gleichzeitig am King’s College, dessen Fellow er 2006 wurde.
Till war Gastprofessor an der Armed Forces University in Taiwan, war Gastprofessor an der Victoria University of Wellington (2008) und an der Rajaratnam School of International Studies (RSIS) in Singapur und ist im Rat des Royal United Services Institute. Er hält regelmäßig weltweit Vorträge an Militär- und Marineakademien.
Er befasst sich vor allem mit Marinegeschichte nach dem Zweiten Weltkrieg, zum Beispiel mit dem Einfluss der Globalisierung auf die Entwicklung der Marine im asiatisch-pazifischen Raum.
Till betreut seit dessen Gründung 1978 die Rezensionen im Journal of Strategic Studies, ist seit 1987 Herausgeber der Reihe Navies and Technology bei Brassey’s und ist Herausgeber der Reihe Naval History and Policy bei Routledge.

## Schriften
- Modern Sea Power: An Introduction  London: Brassey's Defence, 1987
- Seapower: A Guide for the Twenty-First Century. London: Frank Cass, 2004, 2. Auflage Routledge 2009
- Air Power and the Royal Navy, 1914–1945: a historical survey.  London: Macdonald and Jane's, 1979
- Maritime Strategy and the Nuclear Age London : Macmillan, 1982, 2. Auflage 1984; New York: St. Martins Press, 1984 (mit Beiträgen von John Hattendorf)
- mit Bryan Ranft: The Sea in Soviet Strategy, London: Macmillan, 1983, 2. Auflage 1989
- Seapower: Theory and Practice, London: Frank Cass, 1994
- mit Mark J. Grove, Theo Farrell: Amphibious Operations: A Collection of Papers, Camberley: Strategic and Combat Studies Institute (SCSI), 1997
- Naval Transformation, Ground Forces and the Expeditionary Impulse: The Sea-basing Debate, Carlisle, Pennsylvania: SSI, 2006
- Neubearbeitung von Stephen Roskill The Strategy of Seapower, London: John Goodchild, 1986
- Herausgeber: The Future of British Sea Power, London: Macmillan, 1984
- Herausgeber Britain and NATO's Northern Flank, Basingstoke: Macmillan, 1988
- Herausgeber mit John Pay: East-West Relations in the 1990s: The Naval Dimension, London: Pinter, 1990
- Herausgeber mit John Hattendorf, R. J. B. Knight, A. W. H. Pearsall, Nicholas Rodger, A. B. Sainsbury: British Naval Documents 1204–1960, Navy Records Society Centenary Volume, 1993
- Herausgeber mit Gary Sheffield: Challenges of High Command in the Twentieth Century, Camberley: Strategic and Combat Studies Institute, 2000; Basingstoke: Palgrave Macmillan, 2003
- Herausgeber: Seapower at the Millennium, Gloucester: Sutton, 2001
- Herausgeber The Development of British Naval Thinking: Essays in Memory of Bryan Ranft, London: Routledge, 2006
- Herausgeber mit Emrys Chew, Joshua Ho: Globalisation and Defence in the Asia-Pacific, London: Routledge, 2007
- Herausgeber The Rise of Naval Power in Asia-Pacific,  London: Routledge: Adelphi series, 2012